# Calamagrostis calderillensis
Calamagrostis calderillensis är en gräsart som beskrevs av Pilg.. Calamagrostis calderillensis ingår i släktet rör, och familjen gräs. Inga underarter finns listade i Catalogue of Life.